# Зверев, Николай Сергеевич
Никола́й Серге́евич Зве́рев (13 [25] марта 1833, Сизенево, Волоколамский уезд, Московская губерния ― 30 сентября [12 октября] 1893, Москва) ― русский пианист и педагог.

## Биография
Родился 13 (25) марта 1833 года в дворянской семье в имении Сизенево в Волоколамском уезде Московской губернии.
Учился на физико-математическом факультете Московского университета, одновременно брал уроки фортепиано у А. И. Дюбюка. Не окончив обучение, уехал в Санкт-Петербург, где поступил на гражданскую службу: имеется сообщение, что в 1867 году некий «губернский секретарь Николай Сергеев Зверев» числился младшим помощником бухгалтера-контролёра канцелярии министра государственных имуществ. Одновременно совершенствовался как пианист у А. Гензельта.
Вскоре (в 1867 или 1869 году) вернулся в Москву, где познакомился с Н. Г. Рубинштейном и П. И. Чайковским (у последнего брал уроки гармонии), и вскоре начал преподавать, сначала частным образом, а в 1870 году открыл музыкальный пансион, получивший впоследствии большую известность. В пансионе Зверева жили и учились одарённые юные пианисты (в разные годы ― А. И. Зилоти, С. В. Рахманинов, К. Н. Игумнов, Ф. Ф. Кенеман, Л. А. Максимов, М. Л. Пресман, А. Н. Корещенко). У Зверева также брал уроки, но не жил в пансионе А. Н. Скрябин. Многих своих учеников Зверев поддерживал материально. Рахманинов говорил Мариэтте Шагинян о своём учителе: «Он был прекрасный человек. Лучшим, что есть во мне, я обязан ему». 

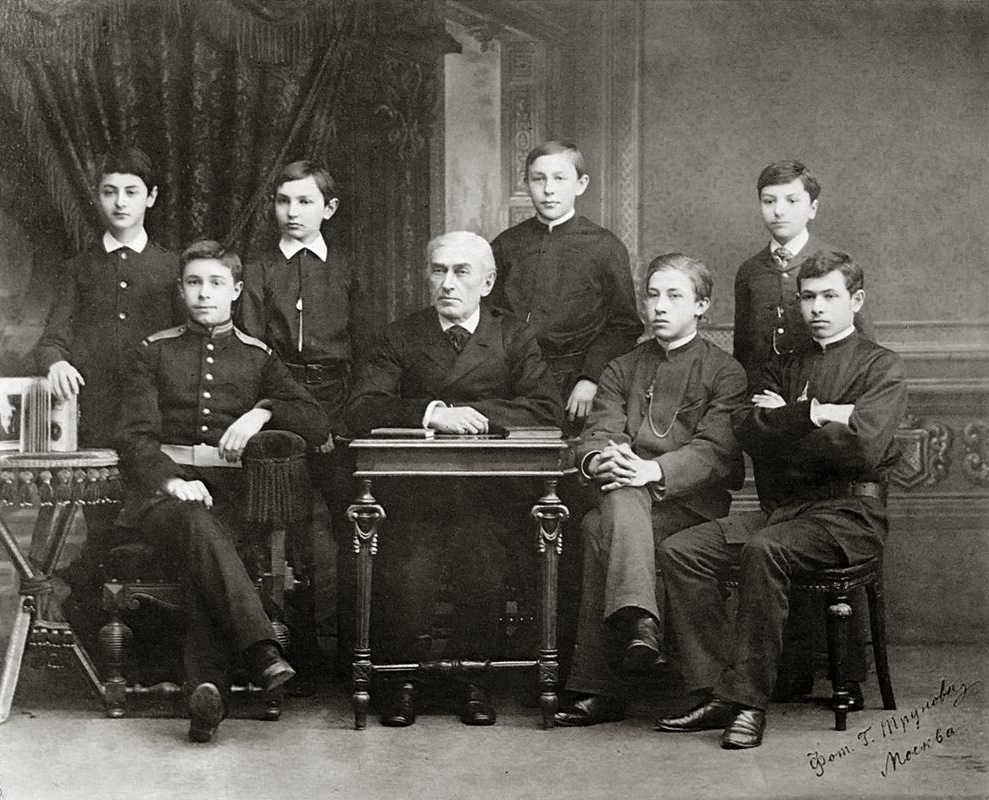
Николай Зверев с учениками, конец 1880-х гг. Слева направо: Семён Самуэльсон, Александр Скрябин, Леонид Максимов, Сергей Рахманинов, Александр Черняев, Фёдор Кёнеман, Матвей Пресман

С 1870 года по приглашению Н. Рубинштейна, Зверев также стал преподавать игру на фортепиано в Московской консерватории; с 1883 года ― профессор. Кроме этого в 1870—1882 годах преподавал в лицее в память цесаревича Николая.
Н. С. Зверев был выдающимся педагогом, продолжателем традиций московской школы, специалистом в области подготовительной стадии обучения игре на фортепиано. Помимо пианистических качеств ― безупречно правильной постановки рук, певучего звучания и свободы исполнения, он развивал в своих учениках художественный вкус и широкий общекультурный кругозор. В пансионе Зверева царила строгая дисциплина: ученики должны были заниматься по шесть часов в день. Обязательным было посещение оперных спектаклей и ансамблевое музицирование (в том числе на нескольких роялях). Гостями пансиона по приглашению Зверева были С. И. Танеев, П. И. Чайковский, А. С. Аренский, А. Г. Рубинштейн, В. И. Сафонов и другие известные музыканты; все ученики Зверева обязательно играли для них, внимательно выслушивая и затем обсуждая с учителем их советы и замечания.
Умер 30 сентября (12 октября) 1893 года. Похоронен в Даниловом монастыре.
Был женат (с 29 апреля 1857) на дочери полковника Александре Ивановне Ильиной (16.11.1834—18.04.1861). 